# 洞爺村
洞爺村（とうやむら）は、北海道胆振支庁の西部に位置し、洞爺湖の北岸に面していた村。

## 地理
- 特別豪雪地帯。
- 北海道道央地域南部に在り、「支笏洞爺国立公園」区域である。
  - 村内の一部区域は、国立公園法による特別地域に属する[1]。
- 洞爺湖北岸沿いの下台地は、美しい湖水の水面に向かって南傾斜し、その北側となる高台地は羊蹄山麓まで続く広い農耕地となっている[2]。
  - 村名「洞爺」は、アイヌ語で「湖水の陸岸」を意味する「トヤ」に由来する[2]。
  - 「トヤ」は、「洞爺湖北岸」=洞爺村洞爺町（とうやまち）周辺を指す地名だが、有史以来から当地区を指す通称として「向洞爺」（むこうどうや）という呼び名がある。
- 気候は、内浦湾の影響を受け春先はやや不順だが、晩秋は良好。盛夏時は、札幌などと類似した大陸型の様相。洞爺湖により適度な湿度が供給され、農業に適した気候条件の土地[2]。
- 対岸の虻田町・壮瞥町のような観光地は少ない。

## 歴史
- 明治20年代から40年代にかけて、村内各地区に開拓入植者が入る。
1887年（明治20年） - 香川県旧丸亀藩士三橋正之ら22戸76名大原地区に移住、[3]「洞爺村」開基。
1889年（明治22年） - 第2次移住民80数戸が湖岸に移住。香川地区の開拓開始[3]。
1905年（明治38年） - 林竹太郎（伊達キリスト教会牧師）旭浦地区に孤児院を建設。濃尾地震の孤児収容[3]。
1907年（明治40年） - 富岡地区の開拓開始[3]。
- 1905年（明治38年） - 洞爺郵便局設置[3]。
- 1907年（明治40年） - 日露戦勝記念として、湖畔33ヶ所に観音堂をたてる[3]。
- 1908年（明治41年） - 洞爺初の動力船「金湖丸」就航[3]。（公共交通の開通）
- 1918年（大正7年） - 洞爺湖漁業協同組合設立[3]。
- 1920年（大正9年） - 虻田村（現・洞爺湖町）より分村、「洞爺村」となる。（人口 : 3,220）[3]
- 1923年（大正12年） - 川東・岩屋地区を本村編入[3]。
- 1923年（大正12年） - 電話が開通[3]。
- 1947年（昭和22年） - 洞爺村農業協同組合[4]設立[3]。
- 1953年（昭和28年） - 役場庁舎（現在の「洞爺湖芸術館」[5]）落成[3]。
- 1955年（昭和30年） - 村営診療所開設[3]。
- 1960年（昭和35年） - 洞爺村商工会設立。（人口 : 3,672）[3]
- 1966年（昭和41年） - 簡易水道給水開始[3]。
- 1968年（昭和43年） - 開基80周年記念式典。記念事業として、頌徳碑建立（浮見堂前）と、村章・村旗の制定[3]。
- 1971年（昭和46年） - 北海道青少年キャンプ村を岩屋地区に開設。（前年の人口 : 2,895）[3]
- 1973年（昭和48年） - 道立洞爺少年自然の家[6]を岩屋に開設[3]。
- 1975年（昭和50年） - 香川県財田町と姉妹町村になる。（人口 : 2,597）[3]
- 1976年（昭和51年） - 開基90周年記念式典[3]。
- 1977年（昭和52年） - 有珠山噴火[3]（1977年 - 1978年噴火）。
- 1983年（昭和58年） - 洞爺村温泉（現・洞爺温泉）開湯、洞爺村いこいの家開設[7]。
- 1986年（昭和61年） - 洞爺開拓100年記念式典。村民憲章、村の木・花、開拓記念の日[8]制定。
- 1989年（平成元年） - 洞爺村内での野外彫刻第1号「輪舞」完成。
- 2004年（平成16年）4月30日 - 「とうや水の駅」本館完成、営業開始[9]。
- 2006年（平成18年）3月27日 - 洞爺村と虻田町が新設合併し、洞爺湖町が成立。これにより洞爺村は廃止された。

## 行政
- 虻田町と合併協議会を設置している。合併形式は新設合併で、合併期日を2006年3月27日とし、新町名を洞爺湖町とすることなどで合意し、2005年3月30日に合併申請書を提出した。
  - 虻田町・洞爺村合併協議会は、関わった3町村すべてで、町民と行政との間にて軋轢を生じさせたことでも知られる。
    - 当村内においては、次のような動きがあった。
2003年（平成15年）3月、村議会は、当時の村長に対して不信任案提出の動きがあったが廃案となる。
同年12月、村議会が、「町村合併に関する問題」で、当時の村長に対する辞職勧告決議案を可決。合併推進派議員が「村長は合併への姿勢が消極すぎる」と批判を強め住民軽視と同決議案を提出し賛成8人に対し反対1人の圧倒的多数で可決。
2004年（平成16年）1月、村議会（定数10名）が村長不信任決議案を可決。同月、村長は村議会解散を通知し、翌月村議会選挙を実施。選挙は即日開票され、前職8名・元職1名・新人1名（賛成派7名・中立1名・反対派2名）の計10名の議員を選出。
同年3月、現職村長が、新・選出議員による初の村議会を招集しながら同村議会事務局に辞職願提出するが、地方自治法第145条[10]により、村長が、「議会の同意」がなければ、辞職届提出後30日経過まで辞職はできない状態になる。
同年3月、選挙後初の村議会（定数10名）開会。村長不信任決議案が再提出され賛成多数（賛成7・反対3）で可決。村長は地方自治法第178条-2の規定[11]により自動的に失職。
同年4月、村長選挙告示。無投票にて新村長決定。

以上の経過を経て、洞爺村は、同年7月、第1回合併協議会開催へこぎつけた。
  - 当初この協議会に参加していた豊浦町は、2005年2月町村合併への賛否を問い住民投票を実施。その結果に沿って同年3月、合併協議から離脱した[12]。
  - 虻田町でも、豊浦町と同日に町村合併への賛否を問い住民投票を実施したが、合併協議へ影響するところまでは至らなかった[13]。

## 経済

### 産業
- 農業が主である。

## 姉妹都市・提携都市
- 香川県三豊郡財田町（現・三豊市）

## 地域

### 教育
- 高等学校
  - 北海道洞爺高等学校（村立）
- 中学校
  - 洞爺中学校
1981年（昭和56年）成香中学校と洞爺中学校を統合し1校体制になる。
- 小学校
  - 洞爺小学校
  - 大原小学校
  - 成香小学校
  - 香川小学校

- 小学校については、合併4日後の2006年（平成18年）3月31日を以って、大原（1993年（平成5年）築）・成香・香川（1990年（平成2年）築）の3校が学校統合のため閉校となる。
町村合併した2006年新年度から、（旧）洞爺小学校の校舎を利用した洞爺湖町立とうや小学校1校体制となった[14]。
築年数の浅い校舎が多く、遊休資産となることについて村民の批判が大きかった。ことに、彫刻などで特に建設費用が高額だった大原小学校には、批判が集中した。
大原小学校旧校舎については、しばらく未利用状態が続いたが、2016年（平成28年）4月から特別養護老人ホームに利用開始された[15]。

## 交通

### 空港
- 近在地に所在する空港は、新千歳空港（千歳市）と札幌飛行場（丘珠空港）である[16]。

### 鉄道
- 村内を鉄道路線は通っていない。最寄り駅は、北海道旅客鉄道（JR北海道）室蘭本線の、洞爺駅。

### バス路線
- 主要となる停留所 : とうや水の駅 - かつては、村役場前附近に「洞爺村」停留所が所在したが、「とうや水の駅」開設とともに停名改名のうえ移設。
  - 道南バス - 洞爺湖温泉・壮瞥町・伊達市・札幌駅などを結ぶ路線バスが運行されている。

かつては、村中心部と豊浦町と結ぶ路線バスの運行があったが、昭和末期に路線廃止された。
札幌駅と洞爺湖温泉を結ぶ路線は、永らく国道230号経由にて運行されていたため、村内は中心地から離れた高台地上の「観湖台」に停車していたことから、中心地である「洞爺村」停留所からの利用はできなかった。
有珠山の2000年噴火時、洞爺湖温泉地区が閉鎖されたことから、道南バス運行便は洞爺村経由にて臨時運行されて以降、同社便は徐々に「洞爺村」（のち「とうや水の駅」）経由便が増やされた。
なお、洞爺湖温泉と札幌駅を結ぶ路線バスにはじょうてつバスも運行されていたものの、2004年に路線撤退している。じょうてつ社便は、廃止まで国道230号「観湖台」経由での運行だった。

### 道路
- 一般国道
  - 国道230号
- 都道府県道
  - 北海道道66号岩内洞爺線
  - 北海道道132号洞爺公園洞爺線
  - 北海道道285号豊浦洞爺線
  - 北海道道560号仲洞爺留寿都線
  - 北海道道578号洞爺虻田線

## 名所・旧跡・観光スポット・祭事・催事

### 名所・旧跡・観光スポット
- 浮見堂公園[19]
  - 浮見堂
    - 村繁栄の守として村内寺院に託された「太子像」を祭るために1937年（昭和12年）二重塔「浮見堂」[20]を建立し「太子像」を安置[21]。毎年7月下旬に「聖徳太子祭」を実施[22]。
    - 2003年（平成15年）10月18日、落雷により御堂台座を残し浮見堂全焼[23]、太子像焼失。翌2004年（平成14年）7月、太子像と浮見堂を復元・再建[24]。
    - なお、「洞爺湖の浮見堂」は当地のほか、「中島三重の塔」がある[25][26][27]。
- 洞爺村温泉（国民保養温泉地）
- 洞爺湖ぐるっと彫刻公園
- とうや水の駅

### 催事
- 洞爺村産業まつり[22]
  - 毎年6月最終日曜日に、洞爺中央公園にて開催[22]
  - 村開基90年を迎えた1976年（昭和51年）より開催[3]。
- とうや夏まつり[22]
  - 毎年7月最終土曜日に開催[22]
  - この祭りの行事として、浮見堂公園での「聖徳太子祭」を挙行[22]
- 洞爺村国際彫刻ビエンナーレ[28]
  - 1993年（平成5年）の第1回開催より、2年おきに実施[22][29]
  - 全世界から応募された彫刻を審査、その中から大賞・準大賞・優秀賞・F氏賞等を選定[22]